# Арвада (Колорадо)
Арвада (англ. Arvada) — місто (англ. city) в США, в округах Джефферсон і Адамс штату Колорадо. Населення — 124 402 особи (2020).

## Географія
Арвада розташована за координатами 39°48′35″ пн. ш. 105°6′24″ зх. д. / 39.80972° пн. ш. 105.10667° зх. д. (39.809740, -105.106620).  За даними Бюро перепису населення США в 2010 році місто мало площу 92,62 км², з яких 91,02 км² — суходіл та 1,60 км² — водойми. В 2017 році площа становила 102,12 км², з яких 100,25 км² — суходіл та 1,87 км² — водойми.

### Клімат
| Клімат : Арвада       | Клімат : Арвада | Клімат : Арвада | Клімат : Арвада | Клімат : Арвада | Клімат : Арвада | Клімат : Арвада | Клімат : Арвада | Клімат : Арвада | Клімат : Арвада | Клімат : Арвада | Клімат : Арвада | Клімат : Арвада | Клімат : Арвада |
| Показник              | Січ.            | Лют.            | Бер.            | Квіт.           | Трав.           | Черв.           | Лип.            | Серп.           | Вер.            | Жовт.           | Лист.           | Груд.           | Рік             |
| Середній максимум, °C | 7,2             | 8,9             | 12,2            | 17,2            | 22,2            | 28,3            | 31,1            | 30,6            | 26,1            | 19,4            | 12,8            | 7,8             | 18,9            |
| Середній мінімум, °C  | −8,9            | −7,2            | −3,9            | 0,6             | 5,0             | 10,0            | 13,3            | 12,8            | 7,2             | 1,7             | −3,9            | −7,8            | 1,7             |
| Норма опадів, мм      | 13              | 18              | 30              | 51              | 61              | 36              | 41              | 43              | 30              | 30              | 20              | 15              | 396             |
| --------------------- | --------------- | --------------- | --------------- | --------------- | --------------- | --------------- | --------------- | --------------- | --------------- | --------------- | --------------- | --------------- | --------------- |
| Джерело: Weatherbase  |                 |                 |                 |                 |                 |                 |                 |                 |                 |                 |                 |                 |                 |

## Демографія
Згідно з переписом 2010 року, у місті мешкали 106 433 особи в 42 701 домогосподарстві у складі 28 927 родин. Густота населення становила 1149 осіб/км².  Було 44427 помешкань (480/км²).
Расовий склад населення:
| - 89,8 % — білих - 2,2 % — азіатів - 0,9 % — чорних або афроамериканців - 0,8 % — корінних американців - 0,1 % — вихідців з тихоокеанських островів - 3,5 % — осіб інших рас |

До двох чи більше рас належало 2,7 %. Частка іспаномовних становила 13,7 % від усіх жителів.
За віковим діапазоном населення розподілялося таким чином: 23,4 % — особи молодші 18 років, 62,7 % — особи у віці 18—64 років, 13,9 % — особи у віці 65 років та старші. Медіана віку мешканця становила 40,5 року. На 100 осіб жіночої статі у місті припадало 95,2 чоловіків;  на 100 жінок у віці від 18 років та старших — 92,0 чоловіків також старших 18 років.
Середній дохід на одне домашнє господарство  становив 86 092 долари США (медіана — 69 938), а середній дохід на одну сім'ю — 100 765 доларів (медіана — 85 459). Медіана доходів становила 57 603 долари для чоловіків та 45 500 доларів для жінок. За межею бідності перебувало 8,4 % осіб, у тому числі 12,7 % дітей у віці до 18 років та 5,1 % осіб у віці 65 років та старших.
Цивільне працевлаштоване населення становило 59 661 осіб. Основні галузі зайнятості: освіта, охорона здоров'я та соціальна допомога — 20,2 %, науковці, спеціалісти, менеджери — 13,6 %, роздрібна торгівля — 11,4 %, виробництво — 9,3 %.